# Arakawa

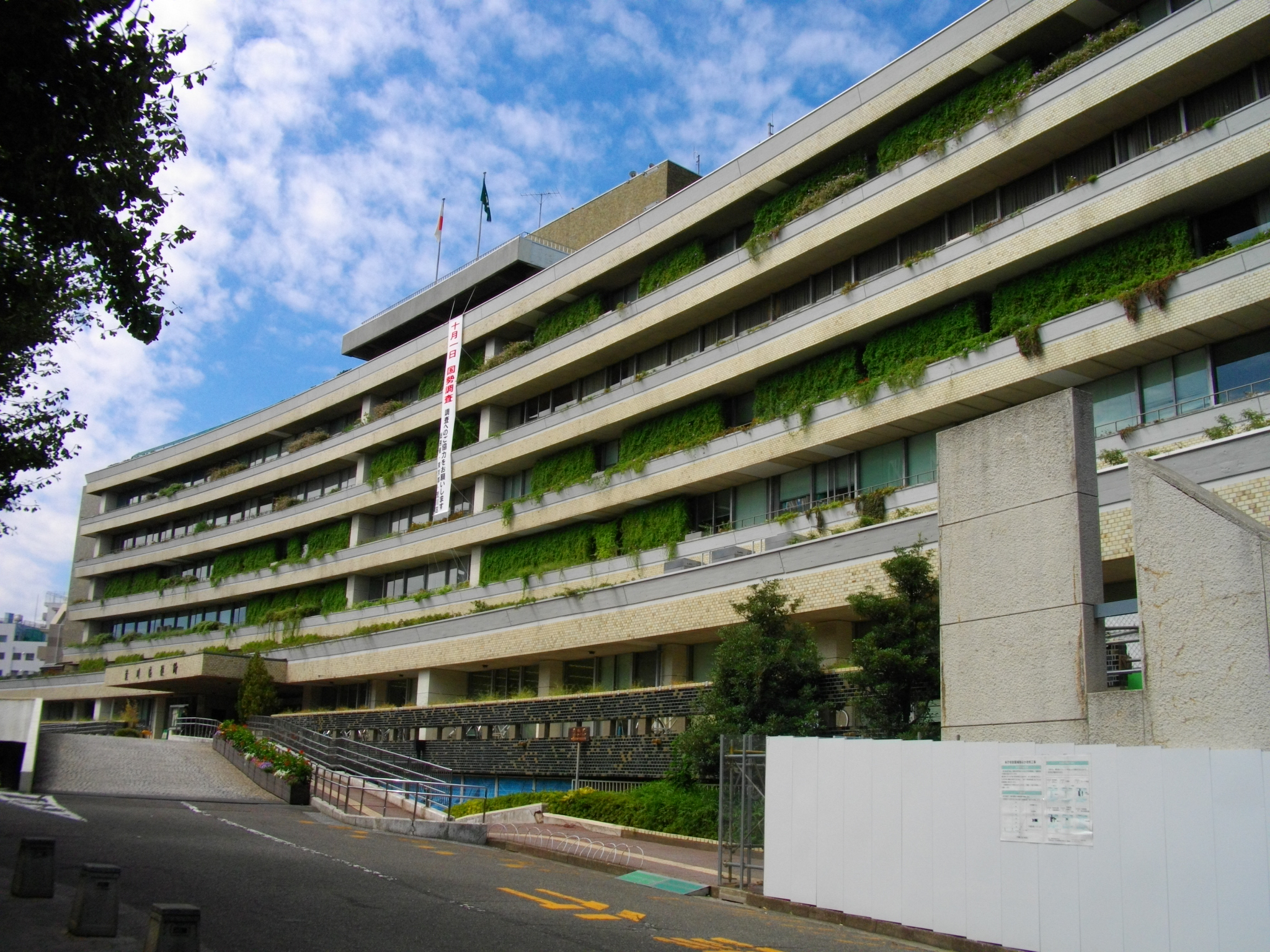
Edifici de l'ajuntament d'Arakawa

Arakawa (荒川区, Arakawa-ku) és un municipi i districte especial de Tòquio, a la regió de Kantō, Japó. Arakawa és el tercer districte especial amb menys superfície només superat per Chūō i Taitō. Les mascotes oficials d'Arakawa són n´Arabō i n´Aramii. El districte, atés que també té consideració de municipi, es coneix també com a "ciutat d'Arakawa" (Arakawa City) en anglés.

## Geografia
Arakawa es troba localitzada a la part nord de Tòquio. El territori del districte s'allarga d'oest a l'est. La frontera nord del districte està formada pel riu Sumida.
El districte està envoltat d'altres cinc districtes. Al nord limita amb Adachi; a l'oest, amb Kita; cap al sud-est, amb Bunkyō. Al sud d'Arakawa es troba el districte de Taitō i al sud-est podem trobar el districte de Sumida.

### Barris
Arakawa es troba dividit en els següents barris:
- Arakawa (荒川)
- Nishi-Ogu (西尾久)
- Nishi-Nippori (西日暮里)
- Higashi-Ogu (東尾久)
- Higashi-Nippori (東日暮里)
- Machiya (町屋)
- Minami-Senju (南千住)

## Història
Durant el període Edo, la zona va ser en la seua pràctica totalitat, un llogaret agràri. El 1651 fou construït Kozukappara, el patíbul més gran dels Tokugawa (localitzat molt a prop de l'actual estació de Minami-Senju). Als començaments de l'era Meiji, la zona va anar-se fent industrial, amb nombroses factories que aprofitaven l'aigua del riu Sumida.
L'1 d'octubre de 1932, la ciutat de Tòquio va absorbir els municipis de Minami-Senju, Mikawashima, Ogu i Nippori, tots del districte de Kita-Toshima, constituint-se així el districte urbà d'Arakawa. Des de la seua fundació fins al 1945, va ser el districte urbà més populós de Tòquio. El 3 de maig de 1947, amb la promulgació de la llei d'autonomia local, es creà l'actual districte especial d'Arakawa.

## Administració

### Alcaldes
La relació dels alcaldes d'Arakawa és la següent:
- Kunio Tanaka (1947-1951)
- Yūzaburō Murakami (1951-1970)
- Wataru Kunii (1970-1979)
- Takehiko Machida (1979-1989)
- Kazuhiro Fujieda (1989-2001)
- Shikō Fujisawa (2001-2004)
- Taiichirō Nishikawa (2004-2024)

### Assemblea
| Assemblea d'Arakawa (2019-2023) | Assemblea d'Arakawa (2019-2023)  | Assemblea d'Arakawa (2019-2023) | Assemblea d'Arakawa (2019-2023) |
| PR: Hiroshi Mogi (PLD)          | PR: Hiroshi Mogi (PLD)           | VP: Hidenobu Kikuchi            | VP: Hidenobu Kikuchi            |
| Grups polítics                  | Grups polítics                   | Grups polítics                  | Regidors                        |
| ------------------------------- | -------------------------------- | ------------------------------- | ------------------------------- |
|                                 | Partit Liberal Democràtic        | PLD                             | 11 / 32                         |
|                                 | Kōmeitō                          | KMT                             | 6 / 32                          |
|                                 | Partit Comunista del Japó        | PCJ                             | 6 / 32                          |
|                                 | Independents                     | Ind                             | 3 / 32                          |
|                                 | Partit Democràtic Constitucional | PDC                             | 1 / 32                          |
|                                 | Partit Anti NHK                  | NHK                             | 1 / 32                          |
|                                 | Nou Partit                       | NP                              | 1 / 32                          |
|                                 | Partit de l'Esperit del Japó     | PEJ                             | 1 / 32                          |
|                                 | Partit del Treball del Japó      | PTJ                             | 1 / 32                          |
|                                 | Nippon Ishin no Kai              | NIK                             | 1 / 32                          |

## Demografia
| 1920    | 1930    | 1940    | 1950    | 1960    | 1970    | 1980    |
| ------- | ------- | ------- | ------- | ------- | ------- | ------- |
| 121.412 | 280.616 | 351.281 | 201.064 | 285.480 | 247.013 | 198.126 |
| 1990    | 2000    | 2010    | 2020    | 2030    | 2040    | 2050    |
| 184.809 | 180.468 | 204.646 | 217.978 | -       | -       | -       |

## Transport

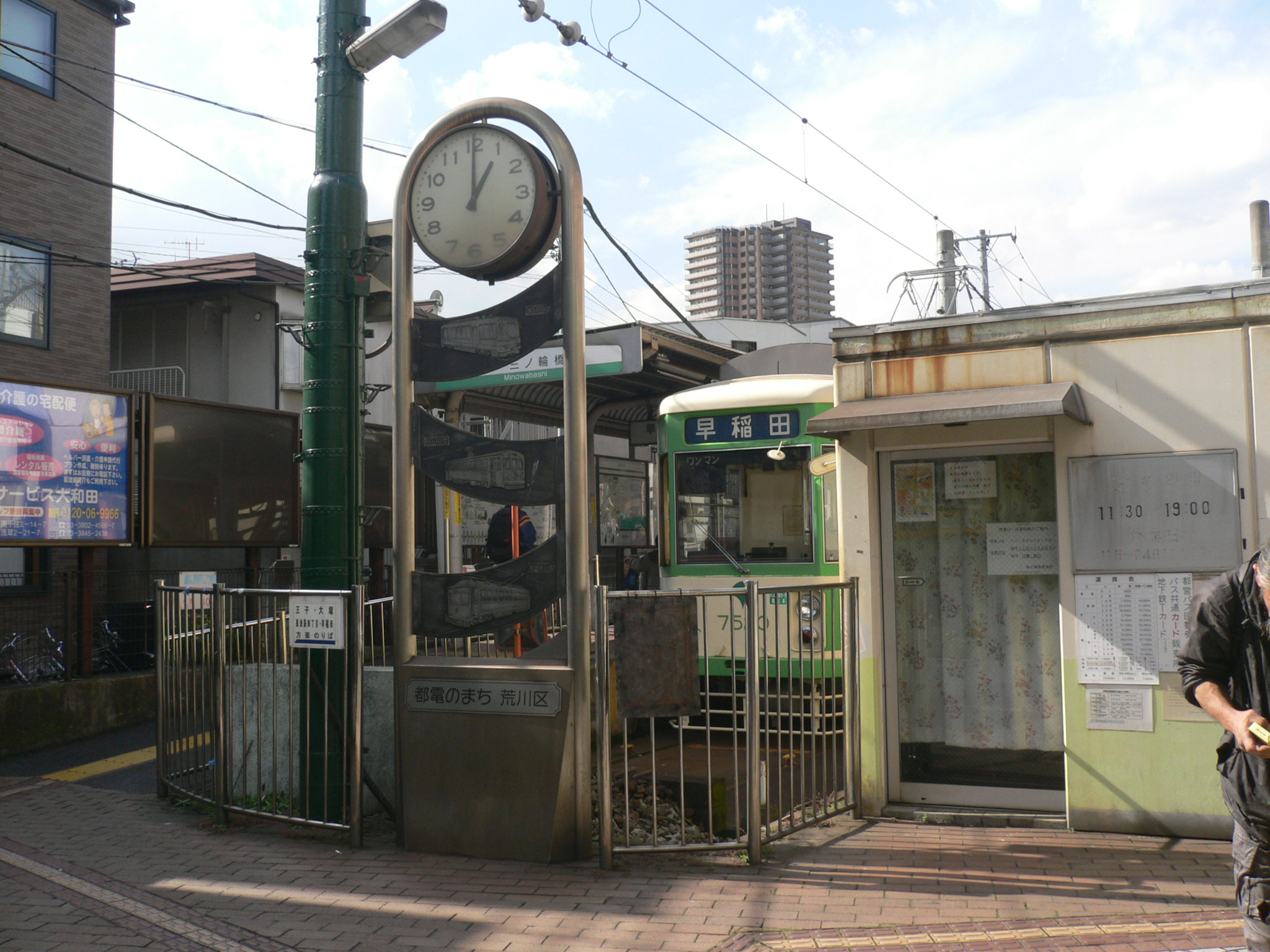
Parada de Minowabashi, terminal del Toden Arakawa (tramvia de Tōkyō).

### Ferrocarril
- Companyia de Ferrocarrils del Japó Oriental (JR East)
  - Nishi-Nippori - Nippori - Mikawashima - Minami-Senju
- Departament Metropolità de Transport de Tòquio (Toei)
  - Tramvia - Nippori-Toneri Liner
- Metro de Tòquio
  - Nishi-Nippori - Machiya - Minami-Senju
- Ferrocarril Elèctric de Tòquio-Narita (Keisei)
  - Nishi-Nippori - Shin-Mikawashima - Machiya
- Tsukuba Express
  - Minami-Senju

### Carretera
- Nacional 4

## Agermanaments
- Donaustadt, Viena, Àustria.
- Corvallis, Oregó, EUA.
- Nakayama, Dairen, província de Liaoning, RPX.
- Jeju, província de Jeju, República de Corea.